# 13520 Felicienrops
13520 Felicienrops este o planetă minoră (asteroid), cu un diametru de 7,171 km, din centura de asteroizi. A fost descoperită pe 15 noiembrie 1990 la Observatorul European Austral de Eric Walter Elst și a fost numită după Félicien Rops⁠(d). 
Obiectul prezintă o orbită caracterizată de o semiaxă mare de 2,5871757 UAi, o excentricitate de 0,17, o înclinație de 12,48954 ° în raport cu ecliptica.